# جواران (رابر)
جواران، روستایی از توابع بخش هنزا شهرستان رابر در استان کرمان ایران است.

## جمعیت
این روستا در دهستان جواران قرار دارد و براساس سرشماری مرکز آمار ایران در سال ۱۳۸۵، جمعیت آن ۸۰۴ نفر (۲۱۳خانوار) بوده‌است.

## عزاداری محرم
بنا بر گزارش خبرگزاری ایرنا، مراسم عزاداری محرم به صورت شبیه‌خوانی از قدیم در جواران برگزار می‌شده است. گفته شده آیین‌های عزاداری دیگری نیز در این روستا برگزار می‌شود که قدمتی چندصدساله دارند. همچنین در این روستا سه هیئت حسینی، عباسی و قمر بنی‌هاشم فعال هستند و چندین حسینیه و آشپزخانه برای برپایی مجالس عزاداری محرم ساخته شده است.

## نمدمالی
به گزارش سایت اطلاع‌رسانی دانا، نمدمالی یکی از صنایع دستی و سنتی روستای جواران بوده است.

## قدمت
گفته می‌شود وجود سنگ‌قبرهایی با قدمت چندصدساله در آرامستان این روستا، نشانگر این است که این منطقه از زمان‌های بسیار دور سکونت‌گاه مردمان بوده است.